# Cepivo (metalurgija)
Cepiva so po sestavi visokokakovostne kompleksne zlitine, katerih osnovna naloga je vnos heterogene kali - kristalizacijskih centrov v kovinske taline.